# 帕特里克·埃里克松
帕特里克·埃里克松（瑞典語：Patrik Erickson，1969年3月13日—），瑞典男子冰球运动员，场上位置是前锋。他曾代表瑞典国家队参加1992年冬季奥林匹克运动会冰球比赛，获得第5名。